# Any Which Way You Can
Any Which Way You Can (titulada La gran pelea en España) es una película estadounidense de acción y comedia estrenada en 1980. Protagonizada por Clint Eastwood, Sondra Locke, Geoffrey Lewis, William Smith y Ruth Gordon, la película fue dirigida por Buddy Van Horn. Este filme es la secuela de Every Which Way but Loose (titulada en España Duro de pelar), una comedia de mucho de 1978.

## Argumento
Philo Beddoe y su inseparable amigo el orangután Clyde siguen dedicándose a las peleas clandestinas. A Philo le ofrecen una pelea con Jack Wilson, el campeón de la costa este, al que patrocina la Mafia. Cuando Philo por azar le salva la vida a Wilson, la Mafia secuestra a su novia para obligarlo a participar en el combate.

## Reparto
- Clint Eastwood como Philo Beddoe.
- Sondra Locke como Lynn Halsey-Taylor.
- Geoffrey Lewis como Orville Boggs.
- Ruth Gordon como Zenobia 'Ma' Boggs.
- William Smith como Jack Wilson.
- Barry Corbin como "Fat" Zack Tupper.
- Harry Guardino como James Beekman.
- Michael Cavanaugh como Patrick Scarfe.
- Roy Jenson como Moody, Viuda Negra.
- Bill McKinney como Dallas, Viuda Negra.
- William O'Connell como Elmo, Viuda Negra.
- John Quade como Cholla, líder de los Viudas Negras.
- Al Ruscio como Tony Paoli Sr., también conocido Big Tony.
- Dan Vadis como Frank.
- Jack Murdock como Little Melvin.
- George Murdock como sargento Cooley.
- Dick Durock como Joe Casey.
- Camila Ashland como Hattie.
- Anne Ramsey como Loretta Quince.
- Logan Ramsey como Luther Quince.
- Jim Stafford como Long John.